# Амангелдински район
Амангелдински район (на казахски: Амангелді ауданы) е съставна част на Костанайска област, Казахстан, обща площ 22 430 км2 и население 16 177 души (по приблизителна оценка към 1 януари 2020 г.). Административен център е Амангелди.
Етнически състав: казахи (97,7 %), руснаци (1,2 %), други националности (1,1 %).